# Сан Мауро Ла Брука
Сан Ма̀уро Ла Бру̀ка (на италиански: San Mauro La Bruca) е село и община в Южна Италия, провинция Салерно, регион Кампания. Разположено е на 450 m надморска височина. Населението на общината е 676 души (към 2010 г.).